# NGC 62
NGC 62は、くじら座の方角にある棒渦巻銀河である。ニュージェネラルカタログに掲載されており、視等級は13.2である。

## 発見
NGC 62は、フランスの天文学者エドゥアール・ステファンが1883年12月8日に発見した。